# Primor
Primor Charcutaria-Prima, S.A., mais conhecida como Carnes Primor, é das maiores empresas de produtos alimentares de Portugal, fundada em 1961. Pertence ao grupo Joaquim Moreira Pinto & Filhos, Lda.
Está sediada em Famalicão, no Norte de Portugal, empregando centenas de funcionários. É a maior empresa da sua área de fabrico e comercialização dessa zona.
É uma das empresas que representa o mercado alimentar português sob a marca Portugalfoods internacionalmente.
Em 2007, recebeu um prémio internacional promovido pela Confederação de Empresários de Ourense (CEO), em parceria com o BIC-Minho (Oficina de Inovação).

## Inovação e campanhas
A empresa aposta fortemente na sua modernização, tendo instalados Sistemas de Informação para diminuir o uso de papel e optimizar as suas atividades comerciais. Tem também participado em várias ações de sensibilização para o mundo empresarial e a atividade económica local dirigidas a alunos em escolas do Norte do país.
As Carnes Primor são também uma empresa aderente à campanha Portugal. A Minha Primeira Escolha (também conhecida por "Compro o que é nosso"), da Associação Empresarial de Portugal, sendo um dos principais patrocinadores e marcas destacadas.